# Valentina Maljavina
Valentina Aleksandrovna Maljavina (Moskou, 18 juni 1941 - 30 oktober 2021) was een Russische actrice.

## Biografie
Maljavina werd geboren op 18 juni 1941 geboren in Moskou.
In 1962 studeerde Maljavina af aan het Boris Shchukin Theater Instituut en werd ze toegelaten tot de groep van het Lenkom Theater. Van 1965 tot 1979 speelde ze in het Vakhtangov Theater.
Ze is vooral bekend van rollen in De jeugd van Ivan (1962) en King Stag (1969).
Op 10 november 2021 werd bekend gemaakt dat Maljavina op 30 oktober is overleden, ze werd 81 jaar. Ze ligt begraven op de Troyekurovskoye begraafplaats in Moskou.

## Filmografie
- Ivan's jeugd (1962) als Masha
- Een literatuurles (1968) als Nina Vronskaya
- King Stag (1969) als Angela
- Rode Plein (1970) als Natasha Kutasova
- The Nose (1977) (niet genoemd)